# Aslam Watanjer
Aslam Watanjer (Zurmula, 1944 of 1946 - Odessa, 23 november 2000) was een Afghaans militair en politicus. Aslam Watanjer behoorde tot de Ghilzay Pasthuni's. Wantanjer volgde een opleiding aan de militaire academie van Kaboel en daarna in de Sovjet-Unie. Hij werd daarna tot majoor van de tankdivisie bevorderd. Wantanjer sloot zich aan bij de Khalq(Massa/Volk)-factie binnen de pro-communistische Democratische Volkspartij van Afghanistan (DVPA).

## Levensloop
In 1973 was hij nauw betrokken bij de staatsgreep die een einde maakte aan de monarchie van koning Zahir Shah en die Muhammad Daoed Khan aan de macht bracht die de republiek uitriep. Watanjer bekleedde een aantal niet officiële posten, maar hij raakte snel ontevreden over het beleid van president Daoed Khan.
Op 27 april 1978 pleegden majoor Watanjer en kolonel Abdoel Qadir een staatsgreep, waarbij president Daoed Khan om het leven kwam. Watanjer was korte tijd vicevoorzitter van de militaire junta (waar Qadir de voorzitter van was). Op 30 april 1978 werd de macht overgedragen aan de communisten (DVPA) die een burgerregering vormden onder leiding van Nur Muhammad Taraki, de chef van de Khalq-factie. Wantanjer werd minister van Communicatie. 
In juli 1978 werden de leden van de Parcham(Vlag)-factie van de Democratische Volkspartij van Afghanistan uit de regering gezet op verdenking van de voorbereiding van en coup. Wantanjer, een lid van de Khalq-factie, werd minister van Binnenlandse Zaken. In mei 1979 werd hij minister van Defensie. In juli 1979 werd Wantanjer echter door premier Hafizullah Amin uit de regering gezet, omdat hij samen met drie collega-ministers (Assadullah Sarwari, Sayyid Mohammed Gulabzoy en Sherjan Mazdooryar) een moordaanslag voorbereidde tegen premier Amin. 
Hoewel nu ambteloos, zetten Watanjer en diens collega's de plannen voor de moordaanslag door, mogelijk gesteund door president Nur Muhammad Taraki. De moordaanslag die in september 1979 plaatsvond, liep op niets uit en Watanjer en de andere samenzweerders vluchtten naar de ambassade van de Sovjet-Unie in Kaboel. Op 14 september werd president Taraki door Amin afgezet, welke laatste zelf president werd en tevens secretaris-generaal van DVPA.
Watanjer en de samenzweerders werden heimelijk door Sovjet-agenten de Sovjet-Unie binnengesmokkeld. Daar verbleef Watanjer tot december 1979, toen hij in het kielzog van het Sovjetleger mee Afghanistan binnentrok. Watanjer werd lid van het Centraal Comité van de DVPA, lid van de Revolutionaire Raad en minister van Communicatie (tot 1990).
Van 1990 tot 1992 was Watanjer minister van Defensie in de regering van president Nadjiboellah. Nadat president Nadjiboellah in april 1992 door de Moedjaheddin was afgezet, trachtte Watanjer tevergeefs om een coalitieregering te vormen met Gulbuddin Hekmatyar, de voorzitter van de Hizb-i Islami. 
Aslam Watanjer stierf in ballingschap in Odessa aan kanker.